# Рвачки клуб Црвена звезда
Рвачки клуб Црвена звезда је некадашњи рвачки клуб из Београда. Клуб је био део Спортског друштва Црвена звезда.

## Историја
Рвачки клуб Црвена звезда је основан 1953. године захваљујући Бори Јовановићу, Николи Адамовићу, Ђури Љубојевићу и Бранку Димитријевићу. У првим годинама постојања истакао се Мирослав Читаковић, а највећи успех у историји клуба остварио је Мића Стојановић - 1958. године постао је појединачни првак Југославије у мува категорији (52 кг). Након одласка најбољих такмичара 1963. године рвачка секција Црвене звезде је престала са радом.